# Tropiska sjukdomar
Tropiska sjukdomar är infektionssjukdomar som är vanligast förekommande i tropikerna eller vars spridning är svårare att förhindra i tropikerna. 
- Afrikansk trypanosomiasis också kallad sömnsjuka

- Chagas sjukdom

- Denguefeber

- Flodblindhet (onchocerciasis)

- Leishmaniasis
  - Mukokutan leishmaniasis även kallad espundia
  - Kutan leishmaniasis även kallad orientböld
  - Visceral leishmaniasis även kallad svarta febern, kala-azar

- Lepra

- Lymfatisk filarios även kallad elefantiasis, elefantsjuka

- Malaria

- Snäckfeber

- Tuberkulos

Tuberkulos och lepra är inte exklusivt tropiska sjukdomar dock så är incidensen av dem mycket högre i de tropiska områden jämfört med icke-tropiska områden.[källa behövs]